# 深圳科学馆

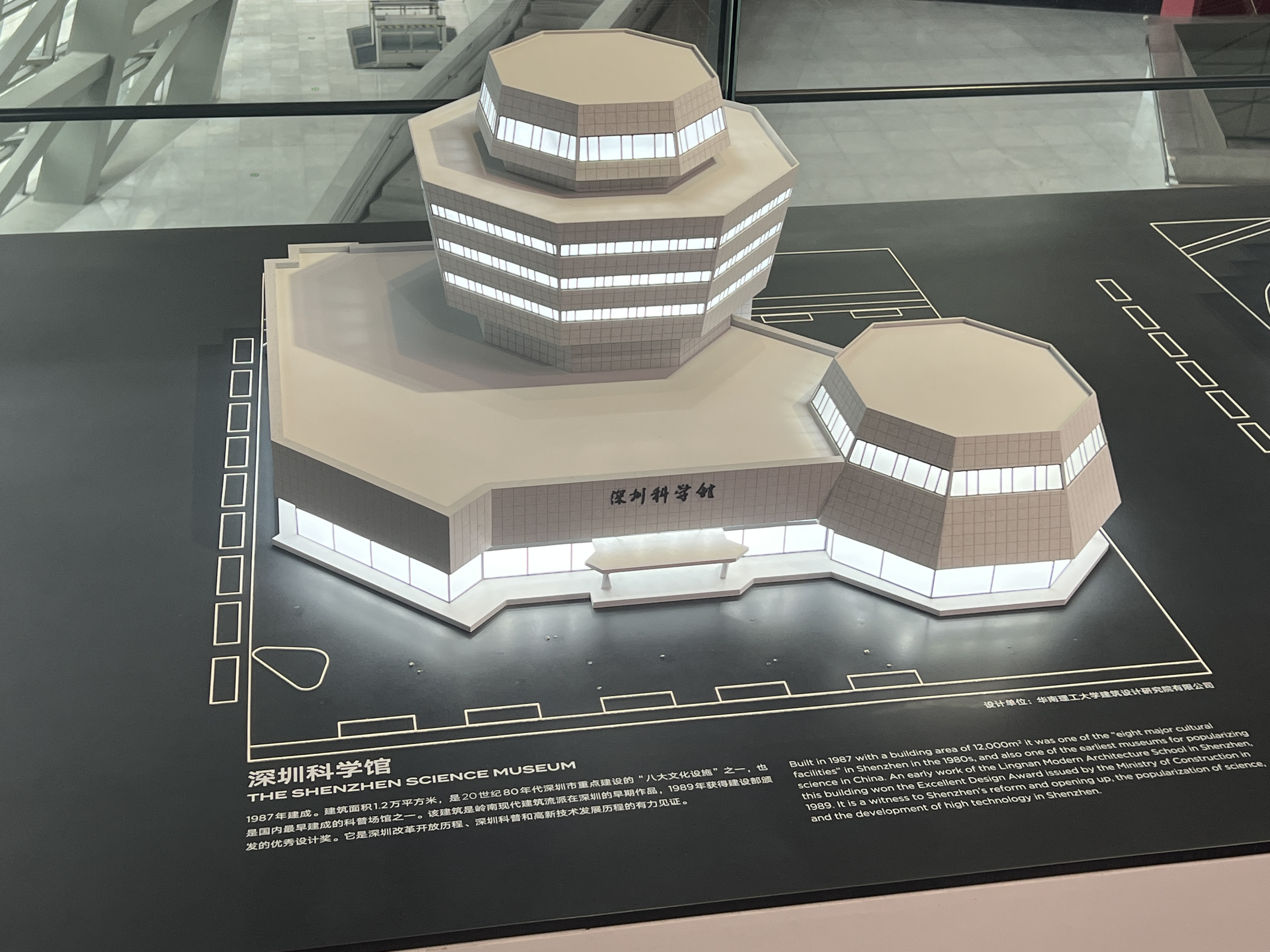
深圳市当代艺术与城市规划馆中的科学馆模型

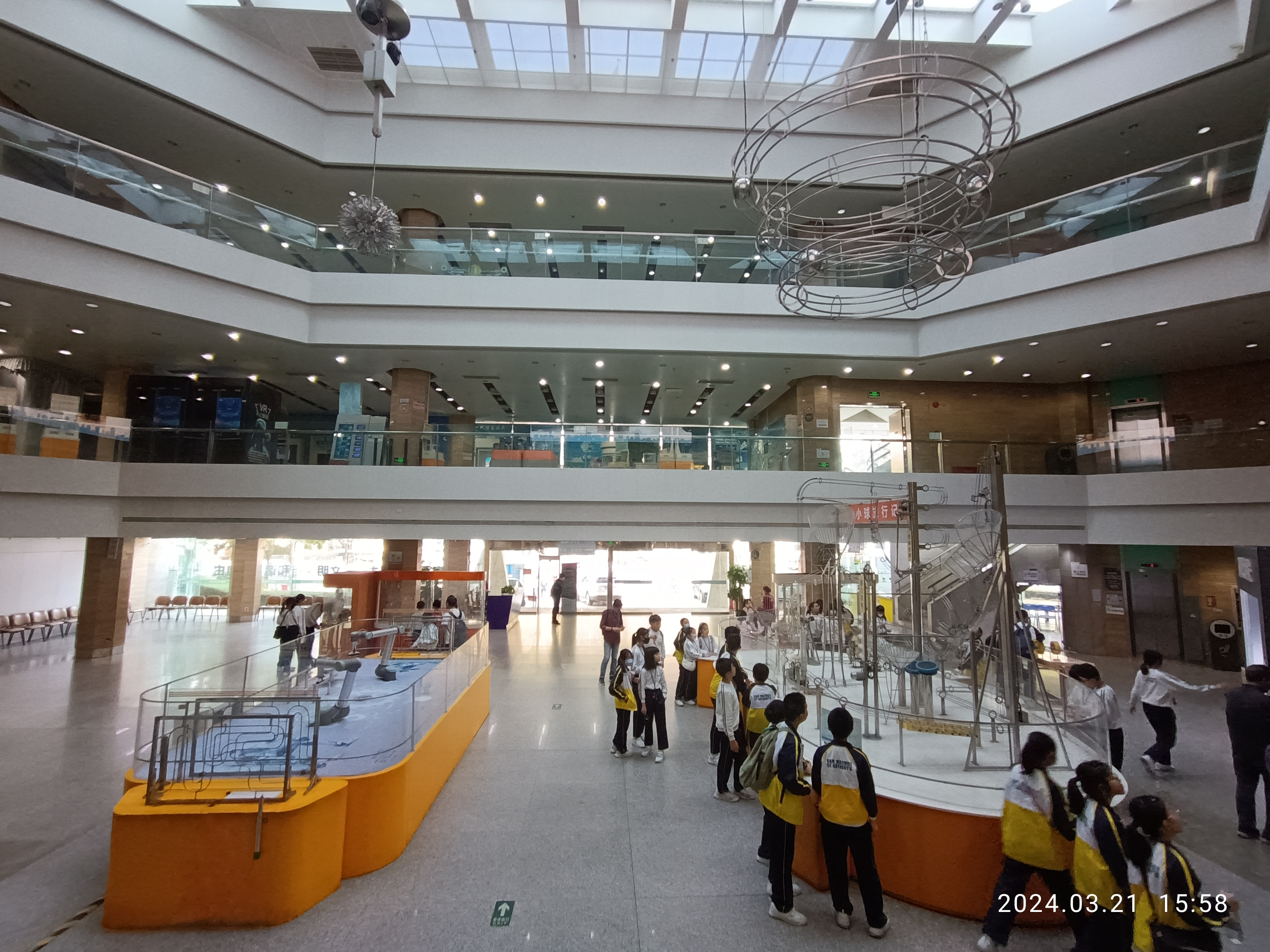
馆内大厅

深圳科学馆，起初名叫“科技会堂”，位于广东省深圳市福田区上步中路和深南大道交汇处，是深圳市早期建设的八大文化设施之一，设计师为何镜堂。建筑科学馆总面积为1.2万余平方米，从1983年开工，1987年竣工；最初以举办会议、组织活动为主；90年代后，开始举办科普展，并对公众开放。
由于年久疏于维护，且曾被多次列入深圳市火灾隐患“黑名单”单位，2010年年中开始消防升级改造，并于2012年重新开放。

## 新馆
深圳科技馆新馆原计划建设在深圳湾体育中心即“春茧”附近，投资超过16亿元，原定計劃於2014年建成。建成后，老馆将成为科技人员之家和科技活动的聚集地，新馆将承担起城市科技馆的功能。
后来新馆建设在地铁光明站西侧，2019年12月23日作为深圳市“新时代十大文化设施”首批项目之一开工。新馆由扎哈·哈迪德建筑事务所与华阳国际设计集团共同设计，北京市建筑设计研究院提供建设项目方案及建筑专业初步设计。开工时计划2023年12月开馆，2023年12月项目处于装饰装修施工阶段，并实现通电。新館於2025年5月1日開放。

## 脚注
1. ↑  . www.cae.cn.   [2025-05-04]. （原始内容存档于2025-05-28）.
2. ↑  科学馆终于完成消防整改 五月重新开放[]
3. 1 2 3  深圳光明. . 2019-12-27  [2024-01-09]. （原始内容存档于2024-01-09） –搜狐.
4. 1 2  刘芳. . 深圳商报. 深圳新闻网. 2023-12-16  [2024-01-09]. （原始内容存档于2024-01-09）.